# Benquerenças
Benquerenças is een plaats (freguesia) in de Portugese gemeente Castelo Branco en telt 725 inwoners (2001).